# Musée d'art de Cerdanyola
Le musée d'art de Cerdanyola (en catalan : Museu d'Art de Cerdanyola), connu également sous le nom de Can Domènech, est un musée d'art situé dans le vieille ville de Cerdanyola del Vallès, dans la comarque du Vallès occidental, en Catalogne. 

## Bâtiment
Le bâtiment, œuvre de l'architecte Gaieta Buïgas et d'Eduard Maria Balcells est construit en 1894, dans le style Art nouveau.
Il est restauré en 2010 dans l'objectif d'héberger la collection d'art du modernisme catalan, avec le soutien, pour un budget de 1,6 million d'euros, de la Généralité de Catalogne, de la Députation de Barcelone, de la communauté de communes de l'aire métropolitaine de Barcelone, et des fondations Banco Sabadell et Caixa Catalunya,.
Les travaux d'extension (2006-2009) sont l'œuvre de l'architecte Víctor Argentí.

## Exposition permanente
L'exposition permanente est orientée vers l'Art nouveau (modernisme catalan) et la colonie d'artistes accueillie par la ville de Cerdanyola del Vallès. Elle présente la période située entre 1880 et 1930, époque où la ville de Cerdanyola est une villégiature d'été de la bourgeoisie catalane, notamment de Barcelone, accueillant notamment Enrique Granados, Pablo Casals, Ismael Smith, Josep de Togores, Carles Buïgas et le photographe Joan Vilatobà i Fígols.